# Teoria de retículo gauge hamiltoniano
Em física, teoria de retículo gauge hamiltoniano é uma aproximação matemática a teoria de gauge e um caso especial da teoria do retículo gauge no qual o espaço é discreto mas o tempo não. O Hamiltoniano é então re-expresso como uma função de graus de liberdade definidos sobre um retículo d-dimensional.
Segundo Wilson, os componentes espaciais do vetor potencial são substituídos com linhas de Wilson sobre os grafos, mas o componente tempo é associado com os vértices. Contudo, o gauge temporal é frequentemente empregado, levando o potencial elétrico a zero. Os autovalores dos operadores linha de Wilson U(e) (onde e é o grafo (orientado) em questão) tomado sobre valores sobre o grupo de Lie G. Assume-se que G é compacto ou caso contrário, tem-se muitos problemas. O operador conjugado a U(e) é o campo elétrico E(e) cujos autovalores assumem valores na álgebra de Lie {\displaystyle {\mathfrak {g}}}. O Hamiltoniano recebe contribuições vindas das plaquetas (a contribuição magnética) e contribuições vindas dos grafos (a contribuição elétrica).
A teoria de retículo gauge hamiltoniano é exatamente dupla a uma teoria de redes de spin. Isto envolve a utilização do teorema de Peter-Weyl. Na base da rede de spin, os estados da rede de spin são autovalores do operador {\displaystyle Tr[E(e)^{2}]}.

## Desenvolvimentos
Estudos de variações em teoria de retículo gauge hamiltoniano de SU(2) são realizadas usando técnicas de integração pelo método de Monte Carlo por tendências selecionadas..
Derivam-se retículos Hamiltonianos apurados para teorias de gauge puras, acoplando ligações arbitrariamente distantes no termo cinético, sobre o que examina-se as melhorias em variações numéricas de SU(2) em 2+1 dimensões.